# Svartbakafell
Svartbakafell är ett berg i republiken Island. Det ligger i regionen Västlandet, 110 km nordväst om huvudstaden Reykjavík. Toppen på Svartbakafell är 711 meter över havet, eller 118 meter över den omgivande terrängen. Bredden vid basen är 1,4 km.
Runt Svartbakafell är det mycket glesbefolkat, med 2 invånare per kvadratkilometer. Närmaste större samhälle är Ólafsvík, omkring 13 kilometer väster om Svartbakafell. Trakten runt Svartbakafell består i huvudsak av gräsmarker.